# فردریش اشتولتز
فردریش اشتولتز (انگلیسی: Friedrich Stolz; ۱ ژانویهٔ ۱۸۶۰ – ۱ ژانویهٔ ۱۹۳۶) شیمی‌دان اهل آلمان بود. وی نخستین فردی بود که توانست اپی‌نفرین (آدرنالین) را به صورت سنتزی در سال ۱۹۰۴ به دست بیاورد.